# Santa Clara, Kalifornija
Santa Clara je grad u američkoj saveznoj državi Kaliforniji, u Silicijskoj dolini. Nalazi se u istoimenom okrugu. Prema službenoj procjeni iz 2009. godine ima 117.242 stanovnika. Leži oko 60 km jugoistočno od San Francisca i oko 500 km sjeverozapadno od Los Angelesa. U krugu od 10 km su i gradovi San Jose, Burbank, Sunnyvale, Milpitas, Campbell te Cupertino.

## Povijest
Kao i mnogi gradovi u Kaliforniji, i Santa Clara je nastala na mjestu španjolske katoličke misije, La Misión Santa Clara de Asís (misija Svete Klare Asiške). U to su vrijeme (druga polovica 18. stoljeća) u području živjeli Costanoan (Ohlone) Indijanci. Misija je osnovana 1777. godine, jedna od 21 misije u Kaliforniji koje su Španjolci utemeljili u razdoblju između 1769. i 1823. kako bi proširili kršćanstvo među Indijancima. Danas brojne ulice u Santa Clari nose imena svećenika i misionara; najveća je Los Padres Boulevard.
Godine 1846. američka zastava je podignuta u Montereyu, čime je simbolično Kalifornija ušla u sastav SAD-a. Godine 1851. osnovan je Santa Clara College na mjestu stare misije, a sljedeće je godine Santa Clara stekla status grada.
Gospodarstvo se zasnivalo na obiteljskim imanjima, koja su pretežno činili voćnjaci i povrtnjaci, koji su donosili dobar prinos zahvaljujući plodnom tlu i povoljnoj klimi ovog područja. Do početka 20. stoljeća stanovništvo je doseglo brojku od 5000, što se nakon toga nije previše mijenjalo dugi niz godina. Računalna industrija, posebice industrija poluvodiča, počela se razvijati tijekom 1960-ih te je grad doživio nagli porast stanovništva.

## Zemljopis
Gradsko je područje veličine 47,6 km². Santa Clara se nalazi u blizini prometnice 101, tzv. Bayshore Freewaya.
U gradu svoje sjedište imaju brojne tvrtke iz sfere računarstva, kao što su Agilent Technologies, Applied Materials, Intel, McAfee, NVIDIA, Sun Microsystems i druge. Yahoo!, koji danas ima sjedište u Sunnyvaleu, također je osnovan u Santa Clari. Dvije su visokoškolske ustanove, Golden State Baptist College i Santa Clara University.
U gradu je 2000. bilo 38.526 domaćinstava i 24.117 obitelji. Relativno je velik broj stanovnika azijskog podrijetla, 29,27%.
Plivački klub Santa Clara, čiji je član bio i devetorostruki olimpijski pobjednik Mark Spitz, svake godine organizira plivački miting na kojem sudjeluju najveći svjetski plivači i plivačice.

## Gradovi prijatelji
Santa Clara ima ugovor o partnerstvu s dva grada:
- Coimbra, Portugal, od 1972.
- Izumo, Japan, od 1986.

## Vanjske poveznice
- Službena stranica  Arhivirana inačica izvorne stranice od 13. kolovoza 2009. (Wayback Machine) (engl.)
- Stranica Turističke zajednice (engl.)
- Santa Clara Weekly (engl.)
- Zračna fotografija s Google Maps